# Kai (EP)
Kai (cách điệu thành KAI (开)) là mini-album đầu tay của ca sĩ Hàn Quốc Kai, được SM Entertainment phát hành vào ngày 30 tháng 11 năm 2020. Album bao gồm 6 bài hát, trong đó có bài hát chủ đề, "Mmmh". Album có 7 phiên bản đĩa cứng, bao gồm 3 phiên bản Photobook, 3 phiên bản Jewel case và 1 phiên bản Flipbook.

## Bối cảnh và phát hành
Ngày 3 tháng 7 năm 2020, SM Entertainment công bố rằng Kai sẽ ra mắt với tư cách ca sĩ solo và album đầu tay của anh hiện đang trong quá trình sản xuất để có thể được phát hành trong nửa cuối năm. Ngày 11 tháng 11, album được công bố là có tiêu đề Kai và sẽ được phát hành vào ngày 30 tháng 11. Ngày 19 tháng 11, tên bài hát chủ đề của album được công bố là "Mmmh" (tiếng Hàn: 음). Video âm nhạc của "Mmmh" được đăng tải vào ngày 30 tháng 11 và album được phát hành sau đó 6 ngày.

## Danh sách bài hát
| Danh sách bài hát của Kai | Danh sách bài hát của Kai | Danh sách bài hát của Kai | Danh sách bài hát của Kai                     | Danh sách bài hát của Kai | Danh sách bài hát của Kai |
| STT                       | Nhan đề                   | Phổ lời                   | Phổ nhạc                                      | Phối khí                  | Thời lượng                |
| ------------------------- | ------------------------- | ------------------------- | --------------------------------------------- | ------------------------- | ------------------------- |
| 1.                        | "Mmmh" (음)               | Jane JUNNY                | Keelah Jacobsen Cameron Jai JUNNY Jane        | Keelah Jacobsen Alawn     | 3:12                      |
| 2.                        | "Nothing on Me"           | Hwang Yoo-bin             | Jake Torrey Michael Matosic Luke Niccoli      | Luke Niccoli              | 2:40                      |
| 3.                        | "Amnesia" (기억상실)      | Lee Seu-ran               | Joe Thibodeau Bryant Thompson Rian Ball       | Joe Thibodeau             | 2:58                      |
| 4.                        | "Reason"                  | Jo Yoon-kyung             | Mike Daley Mitchell Owens Michael Jiminez     | Mike Daley Mitchell Owens | 2:53                      |
| 5.                        | "Ride or Die"             | Kim Yeon-seo              | Cha Cha Malone Singing Beetle Adrian Mckinnon | Cha Cha Malone            | 3:20                      |
| 6.                        | "Hello Stranger"          | Hwang Yoo-bin             | Rob Grimaldi Theron Thomas Ivory Scott        | Rob Grimaldi              | 2:48                      |
| Tổng thời lượng:          | Tổng thời lượng:          | Tổng thời lượng:          | Tổng thời lượng:                              | Tổng thời lượng:          | 17:51                     |

## Bảng xếp hạng
| Bảng xếp hạng (2020)            | Thứ hạng cao nhất |
| ------------------------------- | ----------------- |
| Album Nhật Bản (Oricon Digital) | 11                |
| Album Hàn Quốc (Gaon)           | 3                 |
| Digital Albums Anh (OCC)        | 23                |
| Top Heatseekers Mỹ (Billboard)  | 7                 |
| World Albums Mỹ (Billboard)     | 11                |

## Lịch sử phát hành
| Khu vực       | Ngày phát hành       | Định dạng          | Hãng đĩa         |
| ------------- | -------------------- | ------------------ | ---------------- |
| Hàn Quốc      | 30 tháng 11 năm 2020 | CD, tải về, stream | SM Entertainment |
| Nhiều khu vực | 30 tháng 11 năm 2020 | Tải về, stream     | SM Entertainment |